# جيمس كارول (سياسي أيرلندي، مواليد 1907)
جيمس كارول (بالإنجليزية: James Carroll)‏ هو سياسي أيرلندي، ولد في 29 مارس 1907، وتوفي في 30 يوليو 1973. في الانتخابات العمومية الإيرلندية 1957 ‏، انتخب نائب دييل عن دائرة دبلن الجنوبية الغربية ‏ وقد انضم خلال فترته النيابية ‏ (20 مارس 1957 – 1 سبتمبر 1961) للكتلة البرلمانية مستقل وفي الانتخابات العمومية الإيرلندية 1961 ‏، انتخب نائب دييل عن دائرة دبلن الجنوبية الغربية ‏ وقد انضم خلال فترته النيابية ‏ (11 أكتوبر 1961 – 11 مارس 1965) للكتلة البرلمانية مستقل.